# 900 Rosalinde
900 Rosalinde eller 1918 EC är en asteroid i huvudbältet, som upptäcktes 10 augusti 1918 av den tyske astronomen Max Wolf i Heidelberg. Den har fått sitt namn efter karaktären Rosalinde i operan Läderlappen.
Asteroiden har en diameter på ungefär 19 kilometer.